# Bodilus sordescens
Bodilus sordescens är en skalbaggsart som beskrevs av Edgar von Harold 1869. Bodilus sordescens ingår i släktet Bodilus och familjen Aphodiidae. Inga underarter finns listade.